# Phyllophaga suttonana
Phyllophaga suttonana är en skalbaggsart som beskrevs av Henry J. Reinhard 1939. Phyllophaga suttonana ingår i släktet Phyllophaga och familjen Melolonthidae. Inga underarter finns listade i Catalogue of Life.